# Lil Jon/Diskografie
Diese Diskografie ist eine Übersicht über die musikalischen Werke des US-amerikanischen Rappers Lil Jon. Den Schallplattenauszeichnungen zufolge hat er bisher mehr als 39,2 Millionen Tonträger verkauft, davon alleine in seiner Heimat über 30,5 Millionen. Seine erfolgreichste Veröffentlichung ist die Single Yeah! mit über 18,1 Millionen verkauften Einheiten.

## Alben

### Studioalben
| Jahr | Titel Musiklabel                                                    | Höchstplatzierung, Gesamtwochen, AuszeichnungChartplatzierungen (Jahr, Titel, Musiklabel, Platzierungen, Wochen, Auszeichnungen, Anmerkungen) | Höchstplatzierung, Gesamtwochen, AuszeichnungChartplatzierungen (Jahr, Titel, Musiklabel, Platzierungen, Wochen, Auszeichnungen, Anmerkungen) | Höchstplatzierung, Gesamtwochen, AuszeichnungChartplatzierungen (Jahr, Titel, Musiklabel, Platzierungen, Wochen, Auszeichnungen, Anmerkungen) | Höchstplatzierung, Gesamtwochen, AuszeichnungChartplatzierungen (Jahr, Titel, Musiklabel, Platzierungen, Wochen, Auszeichnungen, Anmerkungen) | Höchstplatzierung, Gesamtwochen, AuszeichnungChartplatzierungen (Jahr, Titel, Musiklabel, Platzierungen, Wochen, Auszeichnungen, Anmerkungen) | Anmerkungen                                                    |
| Jahr | Titel Musiklabel                                                    | DE | AT | CH | UK | US | Anmerkungen                                                    |
| ---- | ------------------------------------------------------------------- | --- | --- | --- | --- | --- | -------------------------------------------------------------- |
| 1997 | Get Crunk, Who U Wit: Da Album Mirror Image Entertainment (Ichiban) | — | — | — | — | — | Erstveröffentlichung: 21. Oktober 1997 mit The East Side Boyz  |
| 2000 | We Still Crunk!! BME Recordings (Southern Music Distribution)       | — | — | — | — | — | Erstveröffentlichung: 15. August 2000 mit The East Side Boyz   |
| 2001 | Put Yo Hood Up TVT Records (TVT)                                    | — | — | — | — | US43 Gold · (21 Wo.)US | Erstveröffentlichung: 22. Mai 2001 mit The East Side Boyz      |
| 2002 | Kings of Crunk TVT Records (TVT)                                    | — | — | — | — | US14 ×2Doppelplatin · (104 Wo.)US | Erstveröffentlichung: 8. Oktober 2002 mit The East Side Boyz   |
| 2004 | Crunk Juice TVT Records (TVT)                                       | — | — | — | UK52 (3 Wo.)UK | US3 ×2Doppelplatin · (41 Wo.)US | Erstveröffentlichung: 16. November 2004 mit The East Side Boyz |
| 2010 | Crunk Rock Universal Republic Records (UMG)                         | — | — | — | — | US49 (2 Wo.)US | Erstveröffentlichung: 8. Juni 2010                             |

### Kompilationen
| Jahr | Titel Musiklabel                                     | Höchstplatzierung, Gesamtwochen, AuszeichnungChartplatzierungen (Jahr, Titel, Musiklabel, Platzierungen, Wochen, Auszeichnungen, Anmerkungen) | Höchstplatzierung, Gesamtwochen, AuszeichnungChartplatzierungen (Jahr, Titel, Musiklabel, Platzierungen, Wochen, Auszeichnungen, Anmerkungen) | Höchstplatzierung, Gesamtwochen, AuszeichnungChartplatzierungen (Jahr, Titel, Musiklabel, Platzierungen, Wochen, Auszeichnungen, Anmerkungen) | Höchstplatzierung, Gesamtwochen, AuszeichnungChartplatzierungen (Jahr, Titel, Musiklabel, Platzierungen, Wochen, Auszeichnungen, Anmerkungen) | Höchstplatzierung, Gesamtwochen, AuszeichnungChartplatzierungen (Jahr, Titel, Musiklabel, Platzierungen, Wochen, Auszeichnungen, Anmerkungen) | Anmerkungen                                                   |
| Jahr | Titel Musiklabel                                     | DE | AT | CH | UK | US | Anmerkungen                                                   |
| ---- | ---------------------------------------------------- | --- | --- | --- | --- | --- | ------------------------------------------------------------- |
| 2003 | Certified Crunk Mirror Image Entertainment (Ichiban) | — | — | — | — | US197 (1 Wo.)US | Erstveröffentlichung: 4. November 2003 mit The East Side Boyz |

### EPs
| Jahr | Titel Musiklabel          | Höchstplatzierung, Gesamtwochen, AuszeichnungChartplatzierungen (Jahr, Titel, Musiklabel, Platzierungen, Wochen, Auszeichnungen, Anmerkungen) | Höchstplatzierung, Gesamtwochen, AuszeichnungChartplatzierungen (Jahr, Titel, Musiklabel, Platzierungen, Wochen, Auszeichnungen, Anmerkungen) | Höchstplatzierung, Gesamtwochen, AuszeichnungChartplatzierungen (Jahr, Titel, Musiklabel, Platzierungen, Wochen, Auszeichnungen, Anmerkungen) | Höchstplatzierung, Gesamtwochen, AuszeichnungChartplatzierungen (Jahr, Titel, Musiklabel, Platzierungen, Wochen, Auszeichnungen, Anmerkungen) | Höchstplatzierung, Gesamtwochen, AuszeichnungChartplatzierungen (Jahr, Titel, Musiklabel, Platzierungen, Wochen, Auszeichnungen, Anmerkungen) | Anmerkungen                                                    |
| Jahr | Titel Musiklabel          | DE | AT | CH | UK | US | Anmerkungen                                                    |
| ---- | ------------------------- | --- | --- | --- | --- | --- | -------------------------------------------------------------- |
| 2003 | Part II TVT Records (TVT) | — | — | — | — | US37 (18 Wo.)US | Erstveröffentlichung: 25. November 2003 mit The East Side Boyz |

## Singles

### Als Leadmusiker
| Jahr | Titel Album                                              | Höchstplatzierung, Gesamtwochen, AuszeichnungChartplatzierungen (Jahr, Titel, Album, Platzierungen, Wochen, Auszeichnungen, Anmerkungen) | Höchstplatzierung, Gesamtwochen, AuszeichnungChartplatzierungen (Jahr, Titel, Album, Platzierungen, Wochen, Auszeichnungen, Anmerkungen) | Höchstplatzierung, Gesamtwochen, AuszeichnungChartplatzierungen (Jahr, Titel, Album, Platzierungen, Wochen, Auszeichnungen, Anmerkungen) | Höchstplatzierung, Gesamtwochen, AuszeichnungChartplatzierungen (Jahr, Titel, Album, Platzierungen, Wochen, Auszeichnungen, Anmerkungen) | Höchstplatzierung, Gesamtwochen, AuszeichnungChartplatzierungen (Jahr, Titel, Album, Platzierungen, Wochen, Auszeichnungen, Anmerkungen) | Anmerkungen                                                                     |
| Jahr | Titel Album                                              | DE | AT | CH | UK | US | Anmerkungen                                                                     |
| ---- | -------------------------------------------------------- | --- | --- | --- | --- | --- | ------------------------------------------------------------------------------- |
| 1996 | Who You Wit? Get Crunk, Who U Wit: Da Album              | — | — | — | — | — | Erstveröffentlichung: 1996                                                      |
| 1997 | Shawty Freak a Lil Sumtin Get Crunk, Who U Wit: Da Album | — | — | — | — | — | Erstveröffentlichung: 1997                                                      |
| 2000 | I Like Dem Girlz / Just A Bitch We Still Crunk!!         | — | — | — | — | — | Erstveröffentlichung: 2000                                                      |
| 2001 | Bia Bia (Remix) a Put Yo Hood Up                         | — | — | — | — | US94 (3 Wo.)US | Erstveröffentlichung: September 2001 feat. Ludacris, Too Short & Chyna Whyte    |
| 2002 | I Don’t Give a Fuck a Kings of Crunk                     | DE68 (5 Wo.)DE | — | — | — | — | Erstveröffentlichung: Oktober 2002 feat. Mystikal & Krayzie Bone                |
| 2003 | Get Low a Kings of Crunk                                 | DE11 (19 Wo.)DE | AT21 (16 Wo.)AT | CH44 (9 Wo.)CH | UK10 Gold · (8 Wo.)UK | US2 (45 Wo.)US | Erstveröffentlichung: 19. Februar 2003 feat. Ying Yang Twins                    |
| 2004 | What U Gon’ Do a Crunk Juice                             | DE93 (1 Wo.)DE | — | — | UK38 (3 Wo.)UK | US22 Gold · (19 Wo.)US | Erstveröffentlichung: 6. Oktober 2004 feat. Lil Scrappy                         |
| 2004 | Lovers & Friends a Crunk Juice                           | DE68 (4 Wo.)DE | — | CH44 (2 Wo.)CH | UK10 (8 Wo.)UK | US3 (22 Wo.)US | Erstveröffentlichung: 30. November 2004 feat. Usher & Ludacris                  |
| 2005 | Get Crunk Crunk Juice                                    | — | — | — | — | — | Erstveröffentlichung: 2005 feat. Bo Hagon                                       |
| 2006 | Snap Yo Fingers –                                        | DE89 (3 Wo.)DE | — | — | — | US7 Platin (Mastertone) · (28 Wo.)US | Erstveröffentlichung: 4. Februar 2006 feat. E-40 & Sean Paul of the YoungBloodZ |
| 2006 | Act a Fool –                                             | — | — | — | — | — | Erstveröffentlichung: 7. November 2006 feat. Three 6 Mafia                      |
| 2009 | I Do –                                                   | — | — | — | — | — | Erstveröffentlichung: 24. Juni 2009 feat. Swizz Beatz & Snoop Dogg              |
| 2009 | Give It All U Got –                                      | — | — | — | — | — | Erstveröffentlichung: 2009 feat. Kee                                            |
| 2010 | Hey Crunk Rock                                           | — | — | — | — | US62 (2 Wo.)US | Erstveröffentlichung: 15. Juni 2010 feat. 3OH!3                                 |
| 2010 | Outta Your Mind Crunk Rock                               | — | — | — | — | US84 (1 Wo.)US | Erstveröffentlichung: Juni 2010 feat. LMFAO                                     |
| 2011 | Mutate –                                                 | — | — | — | — | — | Erstveröffentlichung: 12. Dezember 2011 feat. Sidney Samson                     |
| 2012 | Drink –                                                  | — | — | — | — | — | Erstveröffentlichung: 14. Februar 2012 feat. LMFAO                              |
| 2013 | Turn Down for What –                                     | DE31 ×3Dreifachgold · (43 Wo.)DE | AT35 Gold · (20 Wo.)AT | CH36 (16 Wo.)CH | UK23 Platin · (30 Wo.)UK | US4 ×8Achtfachplatin · (37 Wo.)US | Erstveröffentlichung: 18. Dezember 2013 mit DJ Snake; Verkäufe: + 9.977.300     |
| 2014 | Bend Ova –                                               | — | — | — | — | US92 (3 Wo.)US | Erstveröffentlichung: 22. Juli 2014 feat. Tyga                                  |
| 2015 | My Cutie Pie –                                           | — | — | — | — | — | Erstveröffentlichung: 4. Juni 2015 feat. T-Pain, Snoop Dogg & Problem           |
| 2015 | Get Loose –                                              | — | — | — | — | — | Erstveröffentlichung: 2. Oktober 2015                                           |
| 2018 | Alive –                                                  | — | — | — | — | US— GoldUS | Erstveröffentlichung: 26. Januar 2018 mit Offset & 2 Chainz                     |

### Als Gastmusiker
| Jahr | Titel Album                                     | Höchstplatzierung, Gesamtwochen, AuszeichnungChartplatzierungen (Jahr, Titel, Album, Platzierungen, Wochen, Auszeichnungen, Anmerkungen) | Höchstplatzierung, Gesamtwochen, AuszeichnungChartplatzierungen (Jahr, Titel, Album, Platzierungen, Wochen, Auszeichnungen, Anmerkungen) | Höchstplatzierung, Gesamtwochen, AuszeichnungChartplatzierungen (Jahr, Titel, Album, Platzierungen, Wochen, Auszeichnungen, Anmerkungen) | Höchstplatzierung, Gesamtwochen, AuszeichnungChartplatzierungen (Jahr, Titel, Album, Platzierungen, Wochen, Auszeichnungen, Anmerkungen) | Höchstplatzierung, Gesamtwochen, AuszeichnungChartplatzierungen (Jahr, Titel, Album, Platzierungen, Wochen, Auszeichnungen, Anmerkungen) | Anmerkungen                                                                                 |
| Jahr | Titel Album                                     | DE | AT | CH | UK | US | Anmerkungen                                                                                 |
| ---- | ----------------------------------------------- | --- | --- | --- | --- | --- | ------------------------------------------------------------------------------------------- |
| 2003 | Damn! Drankin’ Patnaz                           | — | — | — | — | US4 Gold · (32 Wo.)US | Erstveröffentlichung: 16. Juni 2003 YoungBloodZ feat. Lil Jon                               |
| 2003 | Salt Shaker Me & My Brother                     | DE87 (1 Wo.)DE | — | — | — | US9 (26 Wo.)US | Erstveröffentlichung: 22. Oktober 2003 Ying Yang Twins feat. Lil Jon                        |
| 2003 | Shake That Monkey Married to the Game           | — | — | — | — | US84 (20 Wo.)US | Erstveröffentlichung: 27. Oktober 2003 Too Short feat. Lil Jon                              |
| 2003 | Neva Eva Trillville & Lil Scrappy               | — | — | — | — | US78 (18 Wo.)US | Erstveröffentlichung: Dezember 2003 Trillville & Lil Scrappy feat. Lil Jon                  |
| 2004 | Yeah! Confessions                               | DE1 ×2Doppelplatin · (26 Wo.)DE | AT1 Gold · (37 Wo.)AT | CH1 Gold · (38 Wo.)CH | UK1 ×4Vierfachplatin · (23 Wo.)UK | US1 ×3Diamant + Dreifachplatin · (… Wo.)US                                                                                               | Erstveröffentlichung: 27. Januar 2004 Verkäufe: 18.185.388; Usher feat. Ludacris & Lil Jon  |
| 2004 | Culo M.I.A.M.I.                                 | — | — | — | — | US32 (20 Wo.)US | Erstveröffentlichung: 6. Juli 2004 Pitbull feat. Lil Jon                                    |
| 2004 | Okay Complicated                                | — | — | — | — | US40 (21 Wo.)US | Erstveröffentlichung: 19. Oktober 2004 Nivea feat. YoungBloodZ & Lil Jon                    |
| 2004 | Let’s Go Thug Matrimony: Married to the Streets | — | — | — | UK26 (2 Wo.)UK | US7 Gold · (22 Wo.)US | Erstveröffentlichung: 19. Oktober 2004 Trick Daddy feat. Twista & Lil Jon                   |
| 2005 | Girlfight Chain Letter                          | DE70 (4 Wo.)DE | — | CH61 (3 Wo.)CH | UK35 (3 Wo.)UK | US23 (20 Wo.)US | Erstveröffentlichung: 10. Januar 2005 Brooke Valentine feat. Big Boi & Lil Jon              |
| 2007 | Get Buck in Here –                              | — | — | — | — | US41 Gold · (18 Wo.)US | Erstveröffentlichung: 4. Oktober 2007 DJ Felli Fel feat. Akon, P. Diddy, Ludacris & Lil Jon |
| 2008 | The Anthem The Boatlift                         | DE72 (9 Wo.)DE | — | CH64 (1 Wo.)CH | — | US36 (18 Wo.)US | Erstveröffentlichung: 4. März 2008 Pitbull feat. & Lil Jon                                  |
| 2008 | Krazy Rebelution                                | — | — | CH59 (2 Wo.)CH | — | US30 Gold · (19 Wo.)US | Erstveröffentlichung: 30. September 2008 Pitbull feat. & Lil Jon                            |
| 2009 | Shots Party Rock                                | — | — | — | — | US68 ×2Doppelplatin · (18 Wo.)US | Erstveröffentlichung: 13. Oktober 2009 LMFAO feat. Lil Jon                                  |
| 2009 | Do You Remember All or Nothing                  | — | — | — | UK13 Gold · (13 Wo.)UK | US10 ×2Doppelplatin · (20 Wo.)US | Erstveröffentlichung: 3. November 2009 Jay Sean feat. Sean Paul & Lil Jon                   |
| 2011 | Twisted King Kong                               | — | — | — | — | US77 (1 Wo.)US | Erstveröffentlichung: März 2011 Gorilla Zoe feat. Lil Jon                                   |
| 2011 | Turbulence –                                    | — | — | — | UK66 (3 Wo.)UK | — | Erstveröffentlichung: Mai 2011 Steve Aoki & Laidback Luke feat. Lil Jon                     |
| 2012 | Goin’ In Dance Again… the Hits                  | DE67 (3 Wo.)DE | AT58 (4 Wo.)AT | — | — | — | Erstveröffentlichung: 8. Juni 2012 Jennifer Lopez feat. Flo Rida & Lil Jon                  |
| 2016 | Take It Off –                                   | — | — | — | — | — | Erstveröffentlichung: 22. Juli 2016 feat. Yandel & Becky G                                  |

## Musikvideos
| Jahr | Titel                       | Regie                  |
| ---- | --------------------------- | ---------------------- |
| 1998 | Shawty Freak a Lil’ Sumtin’ |                        |
| 2001 | Bia Bia                     |                        |
| 2002 | I Don’t Give a Fuck         |                        |
| 2002 | Play No Games               |                        |
| 2003 | Get Low                     | Life Garland & Lil Jon |
| 2004 | What U Gon’ Do              | Gil Green & Lil Jon    |
| 2004 | Real Nigga Roll Call        | Dave Meyers            |
| 2006 | Snap Yo Fingers             | Hype Williams          |
| 2009 | Give It All U Got           |                        |
| 2009 | Shots                       | Mickey Finnegan        |
| 2010 | Outta Your Mind             |                        |
| 2010 | Ms. Chocolate               |                        |
| 2010 | Hey                         |                        |
| 2010 | Machuka                     |                        |
| 2010 | Get In Get Out              |                        |
| 2012 | Drink                       |                        |
| 2014 | Turn Down for What          | Daniels                |

## Promoveröffentlichungen
| Jahr | Titel Album                     | Anmerkungen                                       |
| ---- | ------------------------------- | ------------------------------------------------- |
| 2001 | Put Yo Hood Up We Still Crunk!! | Erstveröffentlichung: 2001                        |
| 2009 | Ms. Chocolate Crunk Rock        | Erstveröffentlichung: 2009 feat. R. Kelly & Mario |

## Statistik

### Chartauswertung
|                     | UK    | US    |
| ------------------- | ----- | ----- |
| Nummer-eins-Alben   | UK—UK | US—US |
| Top-10-Alben        | UK—UK | US1US |
| Alben in den Charts | UK1UK | US6US |

|                       | DE     | AT    | CH    | UK    | US     |
| --------------------- | ------ | ----- | ----- | ----- | ------ |
| Nummer-eins-Singles   | DE1DE  | AT1AT | CH1CH | UK1UK | US1US  |
| Top-10-Singles        | DE1DE  | AT1AT | CH1CH | UK3UK | US9US  |
| Singles in den Charts | DE11DE | AT4AT | CH7CH | UK8UK | US24US |

### Auszeichnungen für Musikverkäufe
| Goldene Schallplatte - Brasilien - 2024: für die Single Goin’ In - Japan - 2014: für die Single Yeah! - Mexiko - 2015: für die Single Turn Down for What - Neuseeland - 2024: für das Album Kings of Crunk - Schweden - 2004: für die Single Yeah! - Spanien - 2024: für die Single Turn Down for What - 2024: für das Lied Bombón Platin-Schallplatte - Belgien - 2004: für die Single Yeah! - Dänemark - 2014: für das Streaming Turn Down for What - Italien - 2016: für die Single Turn Down for What - 2021: für die Single Yeah! - Neuseeland - 2022: für die Single Do You Remember - Norwegen - 2004: für die Single Yeah! - Schweden - 2014: für die Single Turn Down for What - Spanien - 2025: für die Single Yeah! | 2× Platin-Schallplatte - Australien - 2014: für die Single Turn Down for What - Dänemark - 2024: für die Single Yeah! - Neuseeland - 2016: für die Single Turn Down for What - 2023: für die Single Get Low 6× Platin-Schallplatte - Neuseeland - 2025: für die Single Yeah! 7× Platin-Schallplatte - Kanada - 2023: für die Single Turn Down for What 9× Platin-Schallplatte - Australien - 2022: für die Single Yeah! Diamantene Schallplatte - Kanada - 2024: für die Single Yeah! |

Anmerkung: Auszeichnungen in Ländern aus den Charttabellen bzw. Chartboxen sind in ebendiesen zu finden.
| Land/RegionAuszeichnungen für Musikverkäufe (Land/Region, Auszeichnungen, Verkäufe, Quellen) | Gold       | Platin       | Diamant     | Verkäufe   | Quellen                           |
| -------------------------------------------------------------------------------------------- | ---------- | ------------ | ----------- | ---------- | --------------------------------- |
| Australien (ARIA)                                                                            | —          | 11× Platin11 | —           | 770.000    | aria.com.au                       |
| Belgien (BRMA)                                                                               | —          | Platin1      | —           | 30.000     | ultratop.be                       |
| Brasilien (PMB)                                                                              | Gold1      | —            | —           | 30.000     | pro-musicabr.org.br               |
| Dänemark (IFPI)                                                                              | —          | 3× Platin3   | —           | 180.000    | ifpi.dk                           |
| Deutschland (BVMI)                                                                           | Gold1      | 3× Platin3   | —           | 1.050.000  | musikindustrie.de                 |
| Frankreich (SNEP)                                                                            | —          | —            | —           | 32.300     | Einzelnachweise                   |
| Italien (FIMI)                                                                               | —          | 2× Platin2   | —           | 120.000    | fimi.it                           |
| Japan (RIAJ)                                                                                 | Gold1      | —            | —           | 100.000    | riaj.or.jp                        |
| Kanada (MC)                                                                                  | —          | 7× Platin7   | Diamant1    | 1.360.000  | musiccanada.com                   |
| Mexiko (AMPROFON)                                                                            | Gold1      | —            | —           | 30.000     | amprofon.com.mx                   |
| Neuseeland (RMNZ)                                                                            | Gold1      | 11× Platin11 | —           | 307.500    | aotearoamusiccharts.co.nz NZ2 NZ3 |
| Norwegen (IFPI)                                                                              | —          | Platin1      | —           | 10.000     | ifpi.no                           |
| Österreich (IFPI)                                                                            | 2× Gold2   | —            | —           | 30.000     | ifpi.at                           |
| Schweden (IFPI)                                                                              | Gold1      | Platin1      | —           | 50.000     | sverigetopplistan.se              |
| Schweiz (IFPI)                                                                               | Gold1      | —            | —           | 20.000     | hitparade.ch                      |
| Spanien (Promusicae)                                                                         | 2× Gold2   | Platin1      | —           | 120.000    | elportaldemusica.es               |
| Südkorea (KMCA)                                                                              | —          | —            | —           | 868.833    | circlechart.kr                    |
| Vereinigte Staaten (RIAA)                                                                    | 7× Gold7   | 20× Platin20 | Diamant1    | 30.500.000 | riaa.com                          |
| Vereinigtes Königreich (BPI)                                                                 | 2× Gold2   | 5× Platin5   | —           | 3.600.000  | bpi.co.uk                         |
| Insgesamt                                                                                    | 19× Gold19 | 67× Platin67 | 2× Diamant2 |            |                                   |